# Luleå Lokaltrafik
Luleå Lokaltrafik Aktiebolag, förkortat LLT, tidigare Hurtigs Omnibus AB, är det bolag som har ansvar för tätortstrafiken i Luleå, och ägs helt av Luleå Kommunföretag AB. Lokaltrafiken i Luleå ingår inte i Länstrafiken Norrbotten och har eget biljettsystem, liksom det är för andra städer i Norrbottens län.
I Svensk Kollektivtrafiks årliga undersökning Kollektivtrafikbarometern, år 2022 hamnade NKI för Region Norrbotten där LLT kör på 68% för resenärer gentemot 60% NKI i nationellt snitt. Resultatet placerade Region Norrbotten på en femteplats, två procentenheter ifrån nummer fyra och fem, och fyra procentenheter ifrån plats nummer ett och två på listan.
Luleå Lokaltrafiks linjenät är ungefär 20 mil långt och består av cirka 400 hållplatser.[källa behövs] Huvudhållplatsen på Smedjegatan är navet. På Smedjegatan stannar samtliga stom- och lokallinjer så att byte kan ske mellan alla linjer och till alla hållplatser.

## Historia

### Tiden innan kommunal förvaltning
År 1923 inrättade Johan Arvid Hurtig Norrbottens första lokala busslinje. Firman som döptes till Bilbolaget Hurtig & Co blev grunden till det som senare döptes om till LLT. Det fanns då bara en linje mellan Luleå centrum och Svartöstaden. Fordonet som användes var en modifierad lastbil av märket Maxwell och kunde endast transportera åtta personer.

### LLT bildas
Allt eftersom biltrafiken ökade och privatpersoner inte längre behövde åka kommunal trafik, så minskade intäkterna för företaget. 1976 valde kommunen att köpa företaget för att bilda Luleå Lokaltrafik AB.

### LLT idag
Den 9 januari 2012 började LLT med kontantlösa bussresor. Detta för att öka busschaufförernas trygghet och minska rånrisken. Den 20 november 2017 blev LLT helt fossilfritt och minskade således sina utsläpp av växthusgaser med 90%.

## Nuvarande linjenät

### Stomlinjer
Stomlinjerna går till och från stan var 10:e minut under högtrafik. De fem största stadsdelarna trafikeras av två stomlinjer vardera.
| Linje | Sträckning                               | Längd   | Antal hållplatser    | Tidtabell/ linjekarta |
| ----- | ---------------------------------------- | ------- | -------------------- | --------------------- |
| 1     | Hertsön - Centrum - Sunderby Sjukhus     | 25,5 km | 36 på vissa turer 37 | 1                     |
| 1     | Sunderby Sjukhus - Centrum - Hertsön     | 25,5 km | 38 på vissa turer 39 | 1                     |
| 2     | Björkskatan - Centrum - Sunderby Sjukhus | 23 km   | 33                   | 2                     |
| 2     | Sunderby Sjukhus - Centrum - Björkskatan | 23 km   | 34                   | 2                     |
| 3     | Björkskatan - Centrum - Bergnäset        | 12 km   | 26                   | 3                     |
| 3     | Bergnäset - Centrum - Björkskatan        | 12 km   | 27                   | 3                     |
| 4     | Luleå Airport - Centrum - Aurorum        | 16 km   | 28                   | 4                     |
| 4     | Aurorum - Centrum - Luleå Airport        | 16 km   | 28                   | 4                     |
| 5     | Hertsön - Centrum - Aurorum              | 16 km   | 32 på vissa turer 33 | 5                     |
| 5     | Aurorum - Centrum - Hertsön              | 16 km   | 34 på vissa turer 35 | 5                     |

### Lokallinjer
De områden/stadsdelar där inga stomlinjer passerar trafikeras av lokallinjer.
| Linje | Sträckning                                                 | Längd   | Antal hållplatser | Tidtabell/ linjekarta |
| ----- | ---------------------------------------------------------- | ------- | ----------------- | --------------------- |
| 6     | Porsön - Centrum - Kronan                                  | 13 km   | 21                | 6                     |
| 6     | Kronan - Centrum - Porsön                                  | 13 km   | 21                | 6                     |
| 7     | Kronan - Skurholmen - Centrum - Klintbacken - Porsön       | 14,5 km | 29                | 7                     |
| 7     | Porsön - Klintbacken - Centrum - Skurholmen - Kronan       | 14,5 km | 28                | 7                     |
| 8     | Svartöstaden - Centrum - Mjölkudden - Storheden - Karlsvik | 19,5 km | 33                | 8                     |
| 8     | Karlsvik - Storheden - Mjölkudden - Centrum - Svartöstaden | 19,5 km | 32                | 8                     |
| 9     | Svartöstaden - Centrum - Mjölkudden - Storheden - Kyrkbyn  | 21,5 km | 37                | 9                     |
| 9     | Kyrkbyn - Storheden - Mjölkudden - Centrum - Svartöstaden  | 21,5 km | 36                | 9                     |
| 10    | Hertsön - Centrum - Mjölkudden - Storheden (direktbuss)    | 15 km   | 20                | 10                    |
| 10    | Storheden - Mjölkudden - Centrum - Hertsön (direktbuss)    | 15 km   | 21                | 10                    |

### Direktlinjer
Vissa områden och arbetsplatser trafikeras även av direktbussar.
| Linje | Sträckning                                                                                | Endast skoldagar |
| ----- | ----------------------------------------------------------------------------------------- | ---------------- |
| 11    | Hertsön - Centrum - Sunderby sjukhus                                                      |                  |
| 11    | Sunderby sjukhus - Centrum                                                                |                  |
| 12    | Björkskatan - Porsön/Universitet - Mjölkudden - Storheden - Gammelstad - Sunderby sjukhus |                  |
| 12    | Sunderby sjukhus - Gammelstad - Storheden - Mjölkudden - Porsön/Universitet - Björkskatan |                  |
| 14    | Rutvik - Porsön - Centrum                                                                 |                  |
| 14    | Centrum - Porsön - Rutvik                                                                 |                  |
| 15    | Lerbäcken - Centrum                                                                       |                  |
| 15    | Centrum - Lerbäcken                                                                       |                  |
| 40    | Björkskatan - Gymnasiebyn                                                                 | X                |
| 41    | Hertsön - Lerbäcken/Skurholmen - Bergviken - Universitet - Aurorum                        |                  |
| 42    | G:a Lövskärsvägen - Hertsön - Gymnasiebyn                                                 | X                |
| 43    | Sunderbyn - Gammelstad - Gymnasiebyn                                                      | X                |
| 44    | Rutvik - Kyrkbyn - Gammelstad - Storheden - Mjölkudden - Gymnasiebyn                      | X                |
| 44    | Gammelstad - Kyrkbyn - Rutvik                                                             | X                |
| 45    | Lerbäcken - Skurholmen - Gymnasiebyn                                                      | X                |
| 46    | Rutvik - Porsön - Bergviken - Gymnasiebyn                                                 | X                |
| 48    | Örnäset - Gymnasiebyn                                                                     | X                |
| 104   | Järnvägsstationen - Centrum - Luleå Airport                                               |                  |
| 104   | Luleå Airport - Centrum - Järnvägsstationen                                               |                  |

### Nattbussar
Nattbussarna körs natt mot helgfri lördag och natt mot helgfri söndag.
| Linje | Sträckning                                    |
| ----- | --------------------------------------------- |
| 401   | Centrum - Skurholmen - Örnäset - Hertsön      |
| 401   | Hertsön - Örnäset - Skurholmen - Centrum      |
| 402   | Centrum - Bergviken - Porsön - Björkskatan    |
| 402   | Björkskatan - Porsön - Bergviken - Centrum    |
| 403   | Centrum - Mjölkudden - Gammelstad - Sunderbyn |
| 403   | Sunderbyn - Gammelstad - Mjölkudden - Centrum |
| 404   | Porsön - Centrum - Bergnäset                  |